# Karol Gregorek
Karol Gregorek (ur. 26 stycznia 1983 w Zwoleniu) – polski piłkarz, występujący na pozycji napastnika.

## Kariera piłkarska

### Beniaminek Radom
Swoją karierę piłkarską rozpoczął w Beniaminku Radom, gdzie grał do sezonu 1999/2000.

### Amica Wronki
Następnie przeszedł do Amiki Wronki w której na początku nie mógł znaleźć sobie miejsca w podstawowym składzie i często występował w rezerwach.

### Arka Gdynia
W sezonie 2003/2004 przebywał na wypożyczeniu w drugoligowej Arce Gdynia.

### Amica Wronki
Po powrocie do Wronek, przez dwa sezony regularnie grał w Ekstraklasie.

### Lech Poznań
Po połączeniu Amiki z Lechem Poznań został włączony do kadry Kolejorza. W jego barwach wystąpił w dwóch meczach Pucharu Intertoto z FC Tiraspol.

### Wisła Płock
W sierpniu 2006 roku został piłkarzem Wisły Płock, z którą podpisał trzyletni kontrakt. W sezonie 2006/2007 rozegrał 18 spotkań w ekstraklasie. W rozgrywkach Pucharu Ekstraklasy wystąpił 3 razy, natomiast w Pucharze Polski 4 strzelając 2 bramki. W kolejnym sezonie zagrał w 15 meczach.

### Cracovia
Wiosną 2008 roku przebywał na wypożyczeniu w Cracovii. Zagrał w jej barwach w 3 spotkaniach ligowych, 2 meczach w Pucharze Ekstraklasy, a także w czterech pojedynkach Młodej Ekstraklasy.

### GKS Bełchatów
Przed sezonem 2009/2010 związał się dwuletnim kontraktem z GKS-em Bełchatów, z którego odszedł w lipcu 2010 roku.

### Chojniczanka Chojnice
W sezonie 2011/2012 reprezentował barwy Chojniczanki Chojnice.

### Nielba Wągrowiec
W lipcu 2012 roku przeszedł testy w Nielbie Wągrowiec i podpisał kontrakt z klubem.

### Warta Poznań
Rok po przejściu do drużyny z Wągrowca został zgłoszony przez Wartę Poznań do rozgrywek II ligi w sezonie 2013/2014.